# Санкт-Зебастиан (Штирия)
Санкт-Зебастиан (нем. Sankt Sebastian (Steiermark)) — коммуна (нем. Gemeinde) в Австрии, в федеральной земле Штирия. 
Входит в состав округа Брук-на-Муре.  Население составляет 1119 человек (на 31 декабря 2005 года). Занимает площадь 47,4 км². Официальный код  —  60218.

## Политическая ситуация
Бургомистр коммуны — Манфред Зеебахер (СДПА) по результатам выборов 2005 года.
Совет представителей коммуны (нем. Gemeinderat) состоит из 15 мест.
- СДПА занимает 12 мест.
- АНП занимает 3 места.